# Willeman
Willeman is een gemeente in het Franse departement Pas-de-Calais (regio Hauts-de-France). De gemeente telt 155 inwoners (1999) en maakt deel uit van het arrondissement Montreuil.

## Geschiedenis
Oude vermeldingen van de plaats dateren uit de 12de eeuw als Vileman en de 13de eeuw als Villamain en Villamania. De kerk van Willeman had die van Fresnoy als hulpkerk.
Willeman werd in 1762 tot markizaat verheven. Op het eind van het ancien régime werd Willeman een gemeente.

## Geografie
De oppervlakte van Willeman bedraagt 10,0 km², de bevolkingsdichtheid is 15,5 inwoners per km².
De onderstaande kaart toont de ligging van Willeman met de belangrijkste infrastructuur en aangrenzende gemeenten.

## Bezienswaardigheden

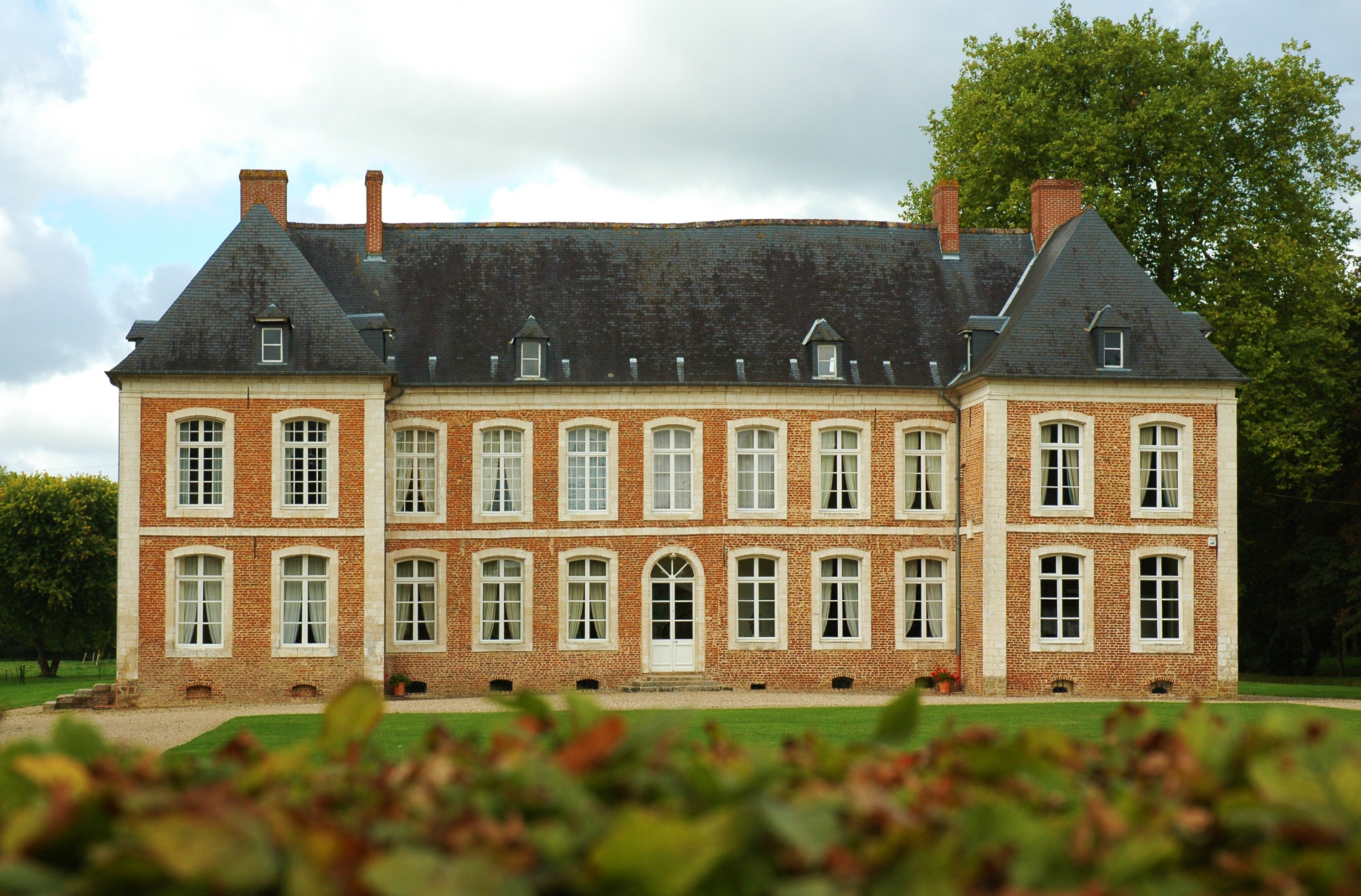
Kasteel

- De Église Saint-Sulpice. De toren werd als monument historique geklasseerd in 1906.
- Het kasteel uit de 18de eeuw werd ingeschreven als monument historique in 1976.

## Demografie
Onderstaande figuur toont het verloop van het inwonertal (bron: INSEE-tellingen).